# David Schnabel

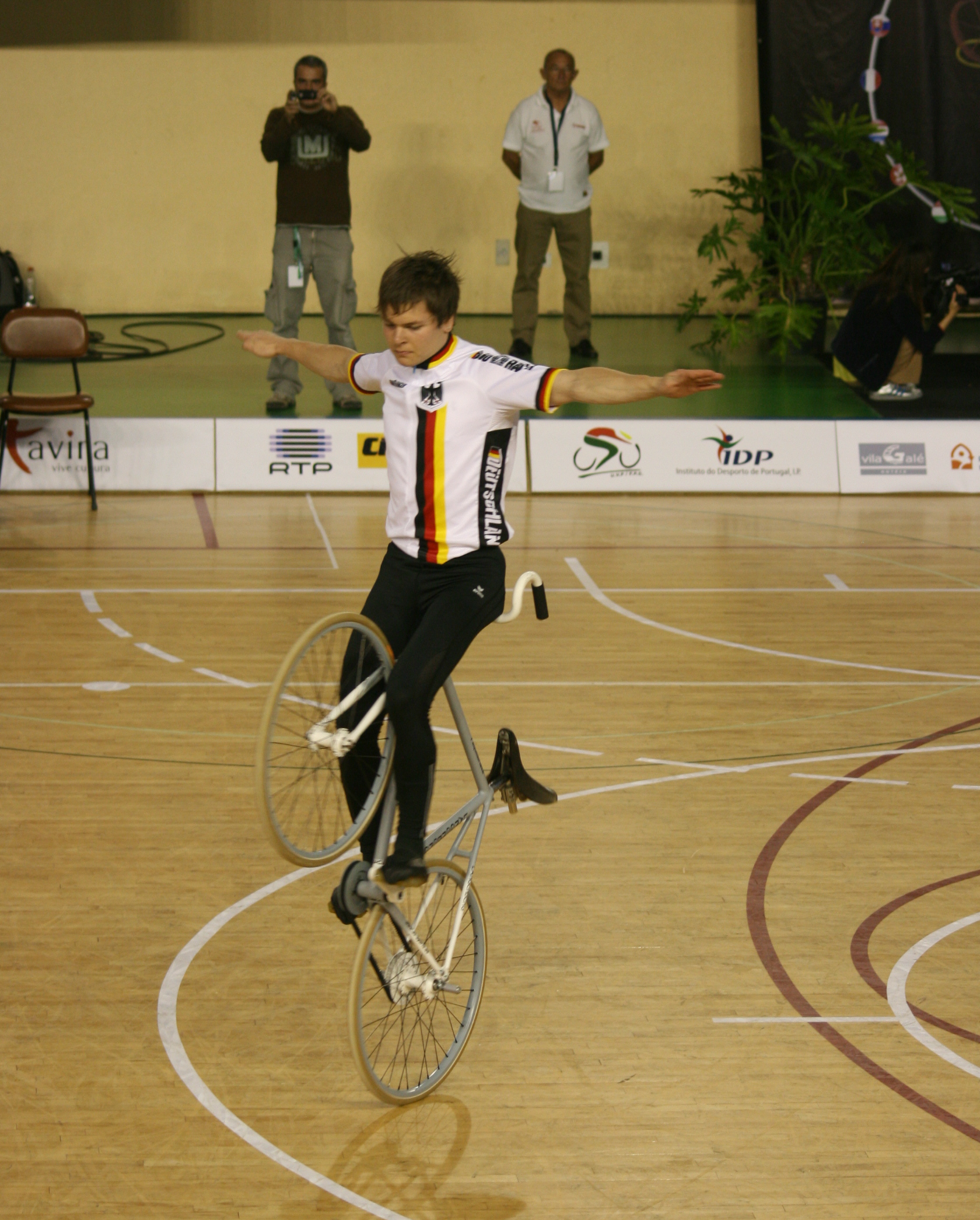
David Schnabel bei seiner Weltmeisterschaftskür am 8. November 2009 in Tavira

David Schnabel (* 24. November 1984 in Alzenau, Landkreis Aschaffenburg, Bayern) ist ehemaliger deutscher Kunstradsportler. Er fuhr von 2003 bis 2014 in der Elite-Klasse des Kunstradsports und gewann dort acht Weltmeistertitel im Einer-Kunstrad. 2014 beendet er seine Karriere.

## Werdegang
Mit dem siebten WM-Titel bei der Hallenradsport-Weltmeisterschaft 2012 in Aschaffenburg wurde Schnabel zum erfolgreichsten Kunstradsportler in der Hallenradsport-Geschichte und hält den aktuellen Weltrekord im Einer-Kunstrad. Inzwischen hat er acht WM-Titel für das deutsche Team gewonnen.
Zusätzlich gewann Schnabel in der höchsten Wettbewerbskategorie drei Mal die internationale German-Master-Serie und sechs Mal die nationalen Meisterschaften.
Schnabel trat 1993 dem „RV Germania Niedernberg“ (Landkreis Miltenberg, Bayern) bei. Seit Sommer 2007 trainiert und fährt Schnabel für den RV Adler Soden (Landkreis Miltenberg, Bayern).
Im Mai 2012 wurde ihm das Silberne Lorbeerblatt in Berlin verliehen.

## Erfolge im 1er-Kunstrad
- Weltmeister: 2005, 2006, 2008, 2009, 2010, 2011, 2012, 2013
  - Vizeweltmeister: 2007
- UCI-Ranking-Sieger: 2005
- Deutscher Meister: 2001 (Jugend), 2004, 2005, 2008, 2010, 2012, 2013
  - Deutscher Vizemeister: 2007, 2011
  - 3. Platz Deutsche Meisterschaft: 2006
- Bayerischer Meister: 1997, 1998, 2000–2013
- Weltrekordhalter mit 208,91 Punkten (Rekord aufgestellt bei der WM 2011 in Kagoshima)

## Videos
- ARD-Beitrag von David Schnabel
- Video  ZDF-Beitrag von David Schnabel in der ZDFmediathek, abgerufen am 26. Januar 2014. (offline)
- Beitrag über David Schnabel bei WDR Sport inside

## Prints
- Jörg Hanau: „Der olympische Traum“, Beitrag auf Frankfurter Rundschau, 5. November 2012
- Markus Tischler: „Kunstradler Schnabel – Der auf dem Fahrrad turnt“, Beitrag auf Spiegel Online, 27. November 2010
- „Phänomenal: David Schnabel hat es geschafft!“, Beitrag auf Main-Netz, 5. November 2012